# Новосибирская ТЭЦ-6
Новосибирская ТЭЦ-6 — недостроенная ТЭЦ в Новосибирском районе Новосибирской области.
Строительная площадка ТЭЦ-6 располагается юго-западнее города Новосибирска на левом берегу реки Оби, примыкает к автомагистрали «Омск — Новосибирск» участка трассы М51, на удалении 4—5 км от застройки города Новосибирска. Площадка частично освоена под вариант строительства ТЭЦ-6 на канско-ачинском угле. На данный момент по ТЭЦ-6 подготовлена территория под строительство основных сооружений, частично построены объекты энергетического и транспортного хозяйства, связи, временные здания и сооружения, внешние инженерные сети.

## История создания
3 мая 1988 года выходит Распоряжение Совета Министров РСФСР о выделении управлению «Новосибирскэнерго» земель совхозов области площадью более 300 га — для строительства объектов Новосибирской ТЭЦ-6, а в июле 1989 года создаётся дирекция строящейся станции.

### Станция
Строительство самой станции началось в 1992 году и продолжалось до конца 90-х. Для привлечения средств в строительство в 1998 году администрацией г. Новосибирска на паях с французской фирмой «Буиг» (фр. Bouygues Bâtiment International) было создано ОАО «Новосибирская ТЭЦ-6».
На площадке ТЭЦ-6 были возведены: подстанция, подъездные пути, внешние инженерные коммуникации.
Инвестиции «Новосибирскэнерго» в инженерные сооружения составили 12,89 млн. долларов. Общая стоимость проекта (на 2005 год) 1,2 млрд долларов. Электрическая мощность первой очереди ТЭЦ-6 должна была составить 800—900 МВт, тепловая — 1000—1100 Гкал/час.
В своё время проект Новосибирской ТЭЦ-6 в полном объёме прошел процедуру согласования, однако если решение о продолжении строительства будет принято, то потребуется корректировка проекта с учетом новых требований и технологий.
На станции предполагалось (на 2006 год) установить теплофикационные энергоблоки 250 МВт с котлами ЦКС (циркулирующим кипящим слоем). Такие котлы позволяют не привязывать ТЭЦ к определенной топливной базе и маркам углей, а эффективно сжигать их широкую гамму (от бурых Канско-Ачинского бассейна до антрацитов Горловского месторождения). Кроме того, экологические показатели котлов такого типа удовлетворяют международным требованиям, поэтому они нашли широкое применение в различных странах (в Германии, США и других).
Помимо ТЭЦ-6 в Новосибирске рассматривается возможность строительства запроектированной Новосибирской ТЭЦ-7 в правобережной части города — около поселка Барлак (55°12′51″ с. ш. 83°13′02″ в. д.), что позволило бы обеспечить покрытие возрастающих тепловых нагрузок в правобережной части города и вывести из эксплуатации физически изношенное и морально устаревшее оборудование Новосибирской ТЭЦ-4.